# Mattias Asper
Mattias Asper (Sölvesborg, Provincia de Blekinge, Suecia; 20 de marzo de 1974) es un exfutbolista sueco que jugaba en el puesto de guardameta. Fue internacional con su selección nacional y jugó en varios equipos de la Allsvenskan (Primera división Sueca), así como en la Primera división española, la Superliga de Turquía y la Tippeligaen.

## Trayectoria
Asper debutó en 1993 en el Mjällby AIF, modesto equipo de su provincia natal jugando en la División 1 (segundo nivel del fútbol sueco). Durante 4 temporadas, entre 1994 y 1997 fue titular en el Mjällby jugando en la División 2 y División 1. Durante esos años vivió un descenso y un ascenso de categoría y se hizo con un nombre como promesa del fútbol sueco.
En 1998, poco antes de cumplir los 24 años, ficha por el AIK Solna, uno de los clásicos del fútbol sueco. Aunque empezó jugando esa temporada su compañero Lee Baxter, el mal comienzo de Liga del equipo de Estocolmo hizo que tras siete partidos (con solo 1 victoria y siete puntos), el entrenador se decidiera a dar una oportunidad a Asper. Así Asper debutó en la Allsvenskan el 8 de junio en un partido contra el Östers IF. Su entrada en el equipo fue decisiva. A partir de que Asper desplazara a Baxter en la portería el AIK no perdió un solo encuentro en toda la Liga y se proclamó campeón de la misma.
El AIK se clasificó en 1999 para la UEFA Champions League. El equipo llegó hasta la fase de grupos. Durante la temporada 1999, Asper estableció un nuevo récord en la Allsvenskan, manteniendo su portería a cero durante 797 minutos. Durante las temporadas 1998 y 1999 fue nombrado guardameta del año de la Allsvenskan.

### Real Sociedad
El rendimiento de Asper con el AIK Solna despertó el interés de la Real Sociedad de Fútbol que sondeaba el mercado europeo en busca de un guardameta. El entrenador de la Real Sociedad, Javier Clemente, quería un portero que hiciera la competencia a Alberto, que era titular indiscutible al carecer de competencia en el puesto, pero que no era de la total confianza de Clemente. El fichaje de Asper por la Real tuvo entretenida a la prensa deportiva de San Sebastián durante cerca de 2 meses, convirtiéndose su fichaje en su particular culebrón del verano en 2000. Finalmente el jugador firmó con la Real Sociedad en agosto de 2000, firmando un contrato hasta 2004. El fichaje de Asper costó 600 millones de pesetas (3,6 millones de euros) a la Real.
Durante ese verano Asper fue convocado por la Selección de fútbol de Suecia para tomar parte en la Eurocopa 2000 que se disputó entre junio y julio de 2000 en Bélgica y los Países Bajos, sin embargo no llegó a jugar en dicho torneo quedando como suplente de Magnus Hedman en los tres partidos que disputó su selección. Suecia pasó el torneo con más pena que gloria, cayendo eliminada en la liguilla de grupos con un empate y dos derrotas.
El fichaje de Asper marcó un hito en la historia de la Real, ya que fue el primer guardameta extranjero fichado en la historia del club. La Real Sociedad es un club con una larga tradición de grandes guardametas, muchos de ellos internacionales, forjados en la cantera del club; por ello el fichaje de Asper chocaba directamente con la tradición del club. Este hecho supuso un handicap importante para Asper, cuyas actuaciones fueron miradas con lupa.
Asper comenzó la temporada como titular con la Real. El comienzo de temporada de la Real fue nefasto, el equipo quedó enseguida en los últimos puestos de la clasificación, mostrando un mal juego y encajando algunas goleadas sangrantes, como el 0-6 que le endosó el FC Barcelona en solo 45 minutos, la mayor goleada encajada por la Real en su Estadio de Anoeta. Asper, todavía poco integrado en el equipo se mostró poco seguro y aunque demostró un dominio del juego aéreo, encajó numerosos goles por bajo. Sin ser directamente responsable de las goleadas que encajó, tampoco realizó intervenciones de mérito. Cuando Clemente fue destituido
del cargo de entrenador, el nuevo técnico Periko Alonso confió de nuevo en Alberto. Con la temporada 2000-01 más avanzada, cuando a su vez fue destituido Alonso y sustituido por John Toshack, Asper contó de nuevo con algunos partidos. Asper demostró mejor nivel, pero tras encajar una nueva goleada fue definitivamente apartado de la titularidad. Asper llegó a jugar 10 partidos en la Primera división española encajando 23 goles en la temporada 2000-01.
En la temporada 2001-02 siguió relegado en el banquillo sin contar con la confianza de Toshack. En el mercado invernal la Real fichó a otro portero, el holandés Sander Westerveld, dejando claro que no contaba más con el sueco. Para dar una salida a Asper, la Real acordó su cesión hasta final de temporada al Besiktas de la Superliga de Turquía. El equipo turco había perdido a su portero por lesión y acababa de vender a su joven promesa Nihat Kahveci a la Real. En Turquía Asper jugó 8 encuentros a un buen nivel, aunque acabó siendo también desplazado de la titularidad, esta vez por el noruego Thomas Myhre.
Finalmente, el 7 de julio de 2002 se anunció la venta de Asper al Malmö FF de la Allsvenskan. No trascendió el monto de la venta, pero si fue sensiblemente inferior al coste de su fichaje 2 años antes.

### Resto de la carrera
Con el Malmö FF y jugando en la Allsvenskan, Asper recuperó parte del prestigio perdido. En Malmö obtuvo de partida de nuevo la titularidad y llegó a jugar de nuevo con su selección nacional. En 2004 se alzó con su segundo título de Liga. En el mercado de verano de 2006 optó por probar suerte en Noruega, fichando por el Viking FK. Tras un año jugando en la Tippeligaen, en el que solo jugó 10 partido; en el mercado de verano de 2007 optó por regresar a la Allsvenskan. Fichó entonces por el Brommapojkarna, un modesto equipo recién ascendido. Asper jugó 6 encuentros en media temporada.
En 2008 Asper regresó al club en el que había iniciado su carrera, el Mjällby AIF, que jugaba en la Superettan (Segunda División Sueca). Con el Mjällby Asper ganó en 2009 el título de campeón de la Superettan, logrando el ascenso a la Allsvenskan (Primera División). En la temporada 2010 Asper vuelve a jugar en la máxima división sueca, siendo titular de su equipo que marcha en mitad de la tabla. En septiembre de 2010 Asper logró acaparar algunos titulares al marcar un gol de cabeza, su primer gol en un partido oficial, tras subir a rematar un ataque en los últimos minutos.
En noviembre de 2014 anunció su retirada del fútbol.

## Estadísticas
| Temporada | Club                 | Categoría        | Liga  | Liga  | Copa  | Copa  | Europa | Europa | Total | Total |
| Temporada | Club                 | Categoría        | Part. | Goles | Part. | Goles | Part.  | Goles  | Part. | Goles |
| --------- | -------------------- | ---------------- | ----- | ----- | ----- | ----- | ------ | ------ | ----- | ----- |
| 1993      | Mjällby AIF          | Div.1 Södra      | 3     | 0     | -     | -     | -      | -      | 3     | 0     |
| 1994      | Mjällby AIF          | Div.2 Södra      | 21    | 0     | -     | -     | -      | -      | 21    | 0     |
| 1995      | Mjällby AIF          | Div.2 Södra      | 22    | 0     | -     | -     | -      | -      | 22    | 0     |
| 1996      | Mjällby AIF          | Div.1 Södra      | 26    | 0     | -     | -     | -      | -      | 26    | 0     |
| 1997      | Mjällby AIF          | Div.1 Södra      | 26    | 0     | -     | -     | -      | -      | 26    | 0     |
| 1998      | AIK Solna            | Allsvenskan      | 19    | 0     | -     | -     | -      | -      | 19    | 0     |
| 1999      | AIK Solna            | Allsvenskan      | 26    | 0     | -     | -     | -      | -      | 26    | 0     |
| 2000      | AIK Solna            | Allsvenskan      | 15    | 0     | -     | -     | -      | -      | 15    | 0     |
| 2000/01   | Real Sociedad        | Primera División | 10    | 0     |       |       | -      | -      | 10    | 0     |
| 2001/02   | Real Sociedad        | Primera División | 0     | 0     |       |       | -      | -      | 0     | 0     |
| 2001/02   | Besiktas JK (cedido) | Superliga        | 8     | 0     |       |       | -      | -      | 8     | 0     |
| 2002      | Malmö FF             | Allsvenskan      | 16    | 0     |       |       | -      | -      | 16    | 0     |
| 2003      | Malmö FF             | Allsvenskan      | 23    | 0     |       |       | -      | -      | 23    | 0     |
| 2004      | Malmö FF             | Allsvenskan      | 26    | 0     |       |       | -      | -      | 26    | 0     |
| 2005      | Malmö FF             | Allsvenskan      | 26    | 0     |       |       | -      | -      | 26    | 0     |
| 2006      | Malmö FF             | Allsvenskan      | 9     | 0     |       |       | -      | -      | 9     | 0     |
| 2006      | Viking FK            | Tippeligaen      |       |       |       |       | -      | -      |       |       |
| 2007      | Viking FK            | Tippeligaen      |       |       |       |       | -      | -      |       |       |
| 2007      | IF Brommapojkarna    | Allsvenskan      | 6     | 0     |       |       | -      | -      | 6     | 0     |
| 2008      | Mjällby AIF          | Superettan       | 30    | 0     |       |       | -      | -      | 30    | 0     |
| 2009      | Mjällby AIF          | Superettan       | 30    | 0     |       |       | -      | -      | 30    | 0     |
| 2010      | Mjällby AIF          | Allsvenskan      | 26    | 1     |       |       | -      | -      | 26    | 1     |

- Actualizado 11 de octubre de 2010.

## Selección nacional
Asper ha sido internacional con la Selección de fútbol de Suecia en 3 ocasiones, entre 1999 y 2002.

### Participaciones en competiciones internacionales
| Eurocopa      | Sede                  | Resultado    |
| ------------- | --------------------- | ------------ |
| Eurocopa 2000 | Bélgica/ Países Bajos | Primera fase |

## Títulos

### Campeonatos nacionales
| Título         | Club        | País   | Año  |
| -------------- | ----------- | ------ | ---- |
| Allsvenskan    | AIK Solna   | Suecia | 1998 |
| Copa de Suecia | AIK Solna   | Suecia | 1999 |
| Allsvenskan    | Malmö FF    | Suecia | 2004 |
| Superettan     | Mjällby AIF | Suecia | 2009 |